# Рошаль Григорій Львович
Роша́ль Григорій Львович (9 (21) жовтня 1898, Новозибков, Чернігівська губернія (нині Брянська область, Росія), Російська імперія — 11 січня 1983, Москва, Російська РФСР) — радянський кінорежисер. Народний артист СРСР (1967). Лауреат Сталінської премії (1950, 1951).

## З життєпису
Закінчив акторські майстерні, якими керував В.Мейєрхольд. Працював у Наркоматі освіти України, керував гуртками художньої самодіяльності. В кіно працював з 1926 р. (створив кінокартини: «Сім'я Оппен-гейм», «Його високоповажність», «Мусоргський», «Ходіння по мукам», «Сестри», «Похмурий ранок» тощо).
Поставив в Україні фільми: «Дві жінки» (1929), «Людина з містечка» (1930), «Травень у Горлівці» (1931), був художнім керівником стрічки «Право батьків» (1930). Автор книги «Кинолента жизни» (1974). Нагороджений орденами Трудового Червоного Прапора, Вітчизняної війни І ст.

### Сім'я
- Дружина: Строєва Віра Павлівна — режисер і драматург.
- Дочка: Рошаль Маріанна Григорівна — режисер кіно.
- Сестра: Рошаль Серафима Львівна — російський сценарист.